# Аракська республіка
39°12′32″ пн. ш. 45°24′44″ сх. д. / 39.208889° пн. ш. 45.412222° сх. д.
Аракська (Араксська) Республіка (азерб. Araz Türk Cümhuriyyəti) — держава, проголошена 18 листопада 1918 року за підтримки османського військового командування на тлі евакуації османської армії з Закавказзя і загрози вірменського захоплення Аракської долини.
Держава проіснувала трохи більше місяця, втративши авторитет і поступившись Нахічеванському повітовому уряду. Держава існувала на кордоні Європи та Азії по річці Аракс.

## Передісторія
Після російсько-перської війни 1826—1828 років між Російською імперією і Персією було укладено Туркманчайський мирний договір, за яким землі Еріванського і Нахічеванського ханств відходили від Персії до Росії. 21 березня 1828 року Нахичеванське ханство було скасовано указом імператора Миколи I. З територій Еріванського і Нахічеванського ханств було утворено Вірменську область.
1830 року в провінції Нахічеванській проживало: мусульман — 17 138 осіб, вірмен — 13 369 осіб; згідно з тим же джерелом, з Персії в Нахічеванську провінцію переселили 10 652 вірмен з Туреччини: 27.
Вірменську область скасовано на підставі закону про адміністративну реформу, затвердженого імператором Миколою I 10 квітня 1840 року під назвою «Установа для управління Закавказьким краєм». 1849 року Вірменську область перетворено на Еріванську губернію. За Ехсан Ханом і його нащадками в Російській імперії закріпилося прізвище Нахічеванських. З цього роду вийшли відомі воєначальники, серед яких генерали Ісмаїл, Келбалі, Гусейн, Джамшид Хани Нахічеванські.

### Аракська долина після жовтневого перевороту
Незабаром після жовтневого перевороту в Росії, в Нахвчеванському повіті, як і в багатьох інших повітах зі змішаним вірмено-азербайджанським населенням, накопичені десятиліттями протиріччя вилилися в збройне протистояння між вірменами і азербайджанцями.
Незважаючи на те, що керівництву місцевих азербайджанців і вірменів вдалося досягти відносного миру, конфлікт розгорівся з новою силою з прибуттям до Нахічеванського повіту Особливої ударної дивізії Андраніка у червні 1918 року. Андранік намагався встановити контроль над повітом, після чого почати просування до Баку, однак був розбитий місцевим азербайджанським військом, а потім і частинами прибулої в регіон турецької дивізії. Останні в повіті встановили турецьку владу.
Більша частина Еріванської губернії, зокрема Нахічеванський повіт, відійшли Османській імперії ще згідно з Батумським договором 4 червня, який завершив вірмено-турецьку війну 1918 року, так що відразу після встановлення контролю над цією територією, османський уряд почав процес анексії. Турецький офіцер Сурая-бек, призначений повітовим начальником, одразу ж розпустив мусульманську Національну раду, створивши замість неї судове, жандармське і муніципальне управління, в які увійшли представники місцевої азербайджанської еліти. З метою легалізації анексії територій згідно з Брестським мирним договором, турки на територіях, що відійшли Османській імперії за батумським договором, зокрема й у Нахічеванському повіті, провели плебісцит, за підсумками якого, більша частина населення виступила за приєднання до Османської імперії. 15 серпня османський султан Мехмед VI підписав указ про офіційне приєднання цих територій до Туреччини. 14 вересня на анексованих територіях створено Батумський вілаєт, до якого входили, згідно з новим адміністративним поділом, 23 повіти, зокрема Нахічеванський. Новим повітовим начальником Нахічеванського повіту на початку жовтня став Халіс Тургут-бек.
Згідно з головою Ордубадського Національного комітету Міром Гідаятом Сеїдзаде, з приходом турків у регіоні на три місяці запанував мир. У той же час, як вказує американський історик Річард Ованнісян, близько 100 тисяч вірменських жителів південних повітів Еріванської губернії стали біженцями через турецький наступ.

## Історія
Поразки на інших фронтах першої світової війни змусили Османську імперію підписати Мудроське перемир'я, за яким османські війська мали покинути Закавказзя і повернутися до російсько-турецького кордону 1914 року.
Це давало можливість для Вірменії, яка згідно з Батумським договором була обмежена менш ніж половиною Еріванської губернії, встановити контроль над життєво необхідними землями Аракської долини.
У свою чергу мусульманське населення півдня губернії було схвильоване майбутнім відходом османської армії, розуміючи неминучість зіткнення з Вірменією. Беручи це до уваги, командувач 9-ї армії Якуб Шевкі-паша у телеграмі шановним людям регіону від 2 листопада 1918 року заявив про необхідність організації місцевих мусульман, створення ополчення і місцевого уряду, а також про свою готовність сприяти у всьому цьому місцевому населенню. Командування 9-ї армії ухвалило рішення про доцільність використання офіцерів запасу за їх бажанням в організації місцевого населення. Після Мудроського перемир'я турецькі війська залишалися в Нахічеванському повіті більше місяця, перейшовши річку Арпачай лише 4 грудня.
За цей час організовано добровольчі батальйони, за деякими даними близько 20, в кожному від 250 до 400 осіб. З них 4 були розташовані в Нахічеванському повіті, 3 — в Шаруро-Даралагезькому, а решта — у Ведібасарі, Зангібасарі, Камарлу і Башкенді (Аралих). І Ігдирі, за повідомленнями голови місцевого самоврядування Мухаммеда Мухіддіна, було створено дивізію «Іттіхаді-міллет» з 4 полків по 4 батальйони, кожен з яких складався з 400 піхотинців і 25 кавалеристів. Активно йшло озброєння населення.
За цих умов, 18 листопада 1918 року в селі Камарлу на зборах під головуванням командира османської 9-ї дивізії Рушді-бека було проголошено Аракську республіку. В декларації про проголошення зазначалося, що «Аракський Тюркський уряд проголошується з метою захисту і охорони мільйонного мусульманського населення, що живе при Араксі». Центром уряду проголошено Игдир. Було скликано уряд, до якого увійшли:
- Глава уряду[Ком. 3]: Амір-бек Заманбекзаде[Ком. 4]
- Військовий міністр: Ібрагім-бек Джахангірогли
- Міністр фінансів: Ганбар Алібек Бененіярли
- Адміністративний міністр[Ком. 5]: Багір-бек Рзазаде[Ком. 6]
- Міністр юстиції: Мухаммед Бекзаде
- Міністр закордонних справ: Гасанага Сефізаде
- Шейхульіслам: Мірзагусейн Мірза Гасанзаде і Лютфі Ходжа Екід Ефенді
- Почесний член і завідувач племенами: генерал Алі Ашрафбек[Ком. 7]

Аракська республіка отримувала всіляку допомогу від османської армії, яка на момент проголошення республіки готувалася до евакуації за кордони 1914 року. Так, командир 9-ї дивізії Рушді-бек дав дозвіл на призначення карського офіцера Ібрагім-бека Джахангірогли військовим міністром; крім того, після відходу османської армії в Аракській республіці залишилася певна кількість турецьких військових (радянський історик Мадатов вказує їх кількість: 5 офіцерів і 300 солдатів), які займалися військовою організацією в регіоні.
Однак Аракська республіка не зуміла відбити вірменського наступу після відходу османської армії в грудні 1918 року. Відразу після падіння Камарлу багато членів Аракського уряду покинули республіку і втратили авторитет; уряд ослаб і тримався лише завдяки авторитету та ініціативності глави уряду Амір-бека і військового міністра Ібрагім-бека Джахангірогли. Тоді ж почалося посилення Нахічеванського повітового уряду і ханів, які сконцентрували в своїх руках військову силу. Згідно з турецьким істориком Ібрагімом Атнуром, не представлені в Аракському уряді хани користувалися військовими невдачами республіки з метою прийти до влади. Цим пояснюється те, що Нахічевань не послав допомогу Амір-беку й Ібрагім-беку незадовго до взяття Садарака. Після падіння Садарака хани почали запитувати допомогу в Ірану і вважати себе уповноваженими вести переговори з місцевими представниками, а влада республіки стала носити чисто символічний характер. У Шарурі, зважаючи поразки Аракської республіки та вірменську пропаганду, багато сіл вже відмовлялися давати солдатів, а спроби Ібрагім-бека Джахангірогли не увінчалися успіхом. Беручи до уваги ситуацію, що склалася, Ібрагім-бек вирішив покинути Шарур-Нахічевань і повернутися в Карс. Аракський Тюркський уряд, в якому залишався тільки Амір-бек, впав.

### Питання про входження Шарур-Нахічевані в Південно-Західну Кавказьку демократичну республіку
30 листопада 1918 року на II Карській конференції проголошено уряд Карської мусульманської ради (надалі Південно-Західна Кавказька демократична республіка) на чолі з Ібрагім-беком Джахангірогли (паралельно колишнім військовим міністром в Аракській республіці), в числі територій якої вказувався і Шарур-Нахічеванський регіон. При цьому, ґрунтуючись на низці факторів, Ібрагім Атнур вказує, що це було не більше, ніж домагання і територія Шарур-Нахічевані не входила до території Південно-Західної Кавказької демократичної республіки.

## Територія
Дані про території Аракської республіки різняться. Азербайджанський історик Мусаєв на основі архівних документів робить висновок про те, що Аракська Тюркська республіка поширювалася на Нахічеванський (включно з Ордубадом) і Шаруро-Даралагезький повіти, а також Сардарапат, Улуханли, Ведібасар, Камарлі, Мегрі тощо Радянсько-азербайджанський історик Мадатов вказує, що Аракська республіка включала Нахічеванський і Шаруро-Даралагезький повіти. Варто зазначити, що не на всій заявленій території Аракська республіка мала авторитет. Наприклад, Ібрагім Атнур вказує, що піддавшись впливу вірменської пропаганди, частина жителів стратегічно важливого села Улуханли, не визнавала Аракської республіки і не бажала виділити вози для перевезення бомб, виділених турецьким командуванням для Аракської республіки.Останній прем'єр-міністр Демократичної Республіки Вірменії Симон Врацян також згадував території під контролем Аракської республіки:
«Найболючішим явищем внутрішнього життя Вірменії 1918 були антидержавні мусульманські рухи, організовані рукою Туреччини і Азербайджану з наміром потопити Вірменію. На землі Вірменії була окрема „Аракська республіка“, до якої входили Сурмалу, Занг і Ведібасар, Мілі, Шарур і Нахічеван з центром у Нахічевані. Ця республіка утримувала власну армію, озброєну турецькими гарматами, артилерією і рушницями, і діяла під командуванням турецьких офіцерів і чавушів. Азербайджан постачав їм гроші. Туреччина і Азербайджан скеровували їх дії»